# تب (فیلم ۱۹۸۹)
تب (انگلیسی: Fever) فیلمی در ژانر شهوانی است که در سال ۱۹۹۰ منتشر شد.